# De gedaanteverwisseling
De gedaanteverwisseling (oorspronkelijke Duitse titel Die Verwandlung) is een werk van de Tsjechische Duitstalige schrijver Franz Kafka uit 1915. Het is een van Kafka's bekendste werken.

## Samenvatting
De hoofdpersoon van het verhaal is Gregor Samsa, een handelsreiziger met een vlekkeloze staat van dienst. Op een dag wordt hij wakker en komt hij erachter dat hij 's nachts is veranderd in een groot insect. Terwijl zijn vader, moeder en zus er moeite mee hebben de gedaanteverwisseling te accepteren, begint hij zichzelf af te vragen waaraan hij dit te wijten heeft. Hij vermoedt dat hij ergens schuldig aan is, maar waaraan? Is het zijn moeizame relatie met zijn vader of is hij toch niet de perfecte werknemer? Ook is hij de kostwinner van het gezin. Na een aantal maanden arrest in zijn slaapkamer besluit de familie om van het insect af te komen. Doordat ze niet weten dat hij hen nog steeds kan verstaan, komt hij erachter en besluit hij zijn familie te verlossen van zijn aanwezigheid – en sterft hij.

## Nederlandse vertalingen
Het werk is verschillende keren vertaald uit de grondtekst, als eerste door Nini Brunt in 1938. Haar vertaling werd in 1944 in het verborgene gepubliceerd door haar zoon Huib van Krimpen. Tien luxe-exemplaren waren voorzien van een originele kleurtekening van Bertram Weihs. De tweede druk verscheen in vrijheid in 1950.
- De gedaanteverwisseling, vert. Nini Brunt, Amsterdam, Wereldbibliotheek, 1950
- 'De gedaanteverandering' in: Absurde verhalen, vert. Thomas Graftdijk, 1982 (herzien 1992)
- Metamorfose. Vertellingen, vert. Wil Boesten, 1999
- De gedaanteverwisseling, vert. Gerda Meijerink en Willem van Toorn, 2001
- De gedaanteverwisseling, vert. Ed Kortjes, 2017

## Literaire invloed
De gedaanteverwisseling was inspiratie voor het boekje The Cockroach van de Britse schrijver Ian McEwan, over een kakkerlak die de gedaante aanneemt van een politicus. 
- Biblioteca Nacional de España: XX2037144
- Bibliothèque nationale de France: cb12215943z (data)
- Gemeinsame Normdatei: 4099253-6
- Library of Congress Control Number: n79077992
- MusicBrainz work: 926ecd17-d656-4f10-a550-90571a13cf0d
- Nationale Bibliotheek van Tsjechië: aun2006373029
- Nationale bibliotheek van Australië: 35681505
- Nationale Bibliotheek van Israël: 987007522291105171
- Système universitaire de documentation: 03082091X
- Virtual International Authority File: 176193257